# Кан (приток Чарыша)
Кан — река в Республике Алтай, протекает по территории Усть-Канского района. Длина реки составляет 30 километров.
Начинается на южном склоне Бащелакского хребта, около перевала Келейский. Течёт в общем южном направлении между хребтами Тышкен, Караучук, Кулашта, в низовьях поворачивает к западу. Долина реки в нижнем течении заболочена. Впадает в Чарыш справа на расстоянии 506 километров от его устья. В среднем течении на левом берегу расположено село Яконур, в устье — Усть-Кан.

## Притоки
Объекты перечислены по порядку от устья к истоку.
- 3 км: Охонуш (пр)
- 12 км: Эбогон (лв)
- 15 км: Имегень (лв)
- 17 км: Баргаста (лв)

## Данные водного реестра
По данным государственного водного реестра России относится к Верхнеобскому бассейновому округу, водохозяйственный участок реки — Обь от слияния рек Бия и Катунь до города Барнаул, без реки Алей, речной подбассейн реки — бассейны притоков (Верхней) Оби до впадения Томи. Речной бассейн реки — (Верхняя) Обь до впадения Иртыша. Код водного объекта — 13010200312115100008894.